# Орхогбуа
Орхогбуа (ум. ок. 1578) — оба никхуа или огие акполокполо («император») средневекового бенинского государства Эдо (Бенин), правивший около 1550 — 1578 годов.